# Amt Schlieben
Amt Schlieben és un amt ("municipalitat col·lectiva") del districte d'Elbe-Elster, a Brandenburg, Alemanya. Té una extensió de 209,6 km² i una població de 6.030 habitants (2007). Limita amb Schönewalde al nord-oest, amb el districte de Teltow-Fläming el nord, el districte de Dahme-Spreewald al nord-est, amb Sonnewalde a l'est, amb Doberlug-Kirchhain al sud i amb Herzberg (Elster) a l'oest. La seu és a Schlieben. El burgmestre és Iris Schülzke.

## Subdivisions
L'Amt Schlieben és format pels municipis:
1. Fichtwald
2. Hohenbucko
3. Kremitzaue
4. Lebusa
5. Schlieben